# كأس نيبال
كأس نيبال وتسمى رسمياً (كأس نيسال) ، هي بطولة رسمية لكرة القدم في نيبال ، أسست سنة 2012م.

## مصدر
1. ↑  "Ncell Cup 2012". GoalNepal. مؤرشف من الأصل في 2017-11-18. اطلع عليه بتاريخ 2012-09-22.